# Megan Tandy
Pour les articles homonymes, voir Tandy (homonymie).
Megan Elizabeth Tandy (Heinicke pour un certain temps), née le 10 septembre 1988 à Victoria, est une biathlète canadienne.

## Biographie
Elle devient interessée par le biathlon à l'âge de douze ans commence à s'entraîner au Caledonia Nordic Ski Club à l'âge de seize ans. Elle se rend ensuite en Allemagne pour pouvoir s'entraîner plus proche des compétitions.
Sa première expérience internationale au niveau élite a lieu aux Championnats du monde 2008.
Durant sa carrière, elle prend part à trois éditions des Jeux olympiques en 2010 à Vancouver, 2014 à Sotchi et 2018 à Pyeongchang (36e de la poursuite en 2010 est son meilleur résultat individuel). Elle compte aussi plusieurs titres nationaux à son actif.
Dans la Coupe du monde, elle entre dans les points Durant la saison 2009-2010 à Pokljuka, où elle notamment 21e du sprint. Elle signe sa meilleure saison en 2014-2015, totalisant quatre top 20, dont deux onzièmes places.
Elle s'est mariée avec son entraîneur, Ilmar Heinicke en 2010 et a eu un enfant avec lui, ce qui l'a éloignée des pistes durant l'hiver 2010-2011. Ils se séparent par la suite.
Son seul podium individuel international intervient à l'IBU Cup à Canmore en 2012.
Elle prend sa retraite sportive en 2019.

## Palmarès

### Jeux olympiques
| Épreuve / Édition                | Individuel | Sprint | Poursuite | Départ en masse | Relais | Relais mixte                     |
| Jeux olympiques 2010 Vancouver   | 50e        | 46e    | 36e       | —               | 15e    | Épreuve inexistante à cette date |
| Jeux olympiques 2014 Sotchi      | 51e        | 49e    | DNF       | —               | 8e     | 11e                              |
| Jeux olympiques 2018 Pyeongchang | —          | 57e    | DNS       | —               |        |                                  |

Légende :
- — : N'a pas participé à l'épreuve.
- : épreuve inexistante lors de cette édition.
- DNF : abandon

### Championnats du monde
| Épreuve / Édition             | Individuel                       | Sprint                           | Poursuite                        | Départ en masse                  | Relais                           | Relais mixte |
| Mondiaux 2008 Östersund       | 70e                              | 77e                              | —                                | —                                | 19e                              | 15e          |
| Mondiaux 2009 Pyeongchang     | 53e                              | 71e                              | —                                | —                                | 9e                               | —            |
| Mondiaux 2010 Khanty-Mansiïsk | Épreuve inexistante à cette date | Épreuve inexistante à cette date | Épreuve inexistante à cette date | Épreuve inexistante à cette date | Épreuve inexistante à cette date | 12e          |
| Mondiaux 2012 Ruhpolding      | 30e                              | 52e                              | 42e                              | —                                | 13e                              | —            |
| Mondiaux 2013 Nové Město      | 50e                              | 54e                              | 44e                              | —                                | 12e                              | 15e          |
| Mondiaux 2015 Kontiolahti     | 21e                              | 23e                              | 28e                              | 24e                              | 10e                              | —            |
| Mondiaux 2017 Hochfilzen      | 43e                              | 64e                              | —                                | —                                | 16e                              | —            |

Légende :
- — : non disputée par Tandy
- : pas d'épreuve

### Coupe du monde
- Meilleur classement général : 36e en 2015.
- Meilleure performance individuelle : 11e.

#### Classements en Coupe du monde
| Année     | Classement général final | Sprint | Poursuite | Individuel | Mass start |
| 2009-2010 | 64e                      | 62e    | 58e       | 70e        | -          |
| 2011-2012 | 81e                      | -      | -         | 54e        | -          |
| 2012-2013 | 83e                      | -      | 69e       | -          | -          |
| 2013-2014 | 63e                      | 61e    | 71e       | 46e        | -          |
| 2014-2015 | 36e                      | 51e    | 40e       | 10e        | 32e        |
| 2015-2016 | 84e                      | -      | 65e       | -          | -          |
| 2016-2017 | 83e                      | 87e    | 75e       | 61e        | -          |

### IBU Cup
- 1 podium individuel.